# Nati nel 1298
| Questa pagina contiene informazioni ricavate automaticamente dalle voci biografiche con l'ausilio del template Bio e di un bot. L'aggiornamento è periodico e automatico e ricostruisce completamente la pagina. Se manca una persona in questa lista, sei pregato di non aggiungerla, ma accertati piuttosto che la sua voce biografica contenga il template Bio e che i dati anagrafici siano correttamente compilati. Se il template Bio manca, inseriscilo tu stesso o, in alternativa, metti l'avviso {{tmp\|Bio}} che ne segnala la mancanza. Se i dati riportati sono sbagliati, correggi direttamente la voce biografica; le modifiche saranno visibili in questa lista entro pochi giorni. Per chiarimenti vedi il progetto biografie. La lista contiene solo le 8 persone che sono citate nell'enciclopedia e per le quali è stato implementato correttamente il template Bio. Pagina aggiornata al 2 ago 2025. |

- 12 dicembre - Alberto II lo Sciancato, nobile austriaco († 1358)
- Angelo Acciaiuoli, vescovo cattolico italiano († 1357)
- Bernardo II de Cabrera, nobile spagnolo († 1364)
- Carlo d'Angiò, nobile italiano († 1328)
- Maria di Borgogna, nobildonna francese († 1336)
- Andrew Murray, militare scozzese († 1338)
- Sebastiano Napodano, giurista italiano († 1362)
- Maria di Savoia, principessa († 1334)